# Lorenzo
Lorenzo – miasto w Stanach Zjednoczonych, w stanie Teksas, w hrabstwie Crosby.